# Cupressus goveniana
Cupressus goveniana är en cypressväxtart som beskrevs av George Gordon. Cupressus goveniana ingår i släktet cypresser, och familjen cypressväxter. IUCN kategoriserar arten globalt som sårbar.

## Underarter
Arten delas in i följande underarter:
- C. g. abramsiana
- C. g. attenuata
- C. g. goveniana

## Bildgalleri

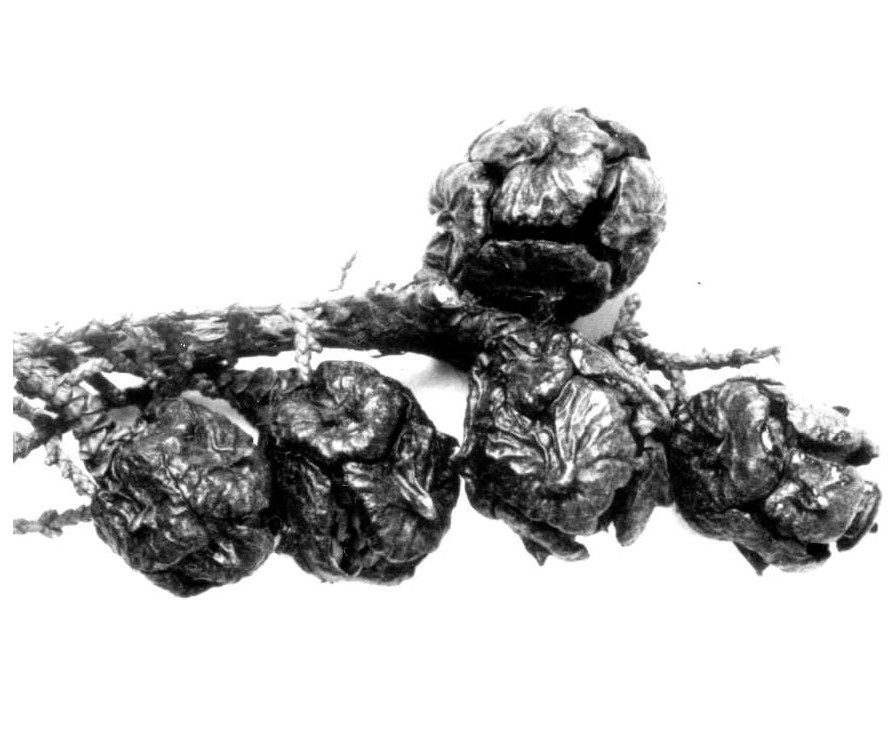
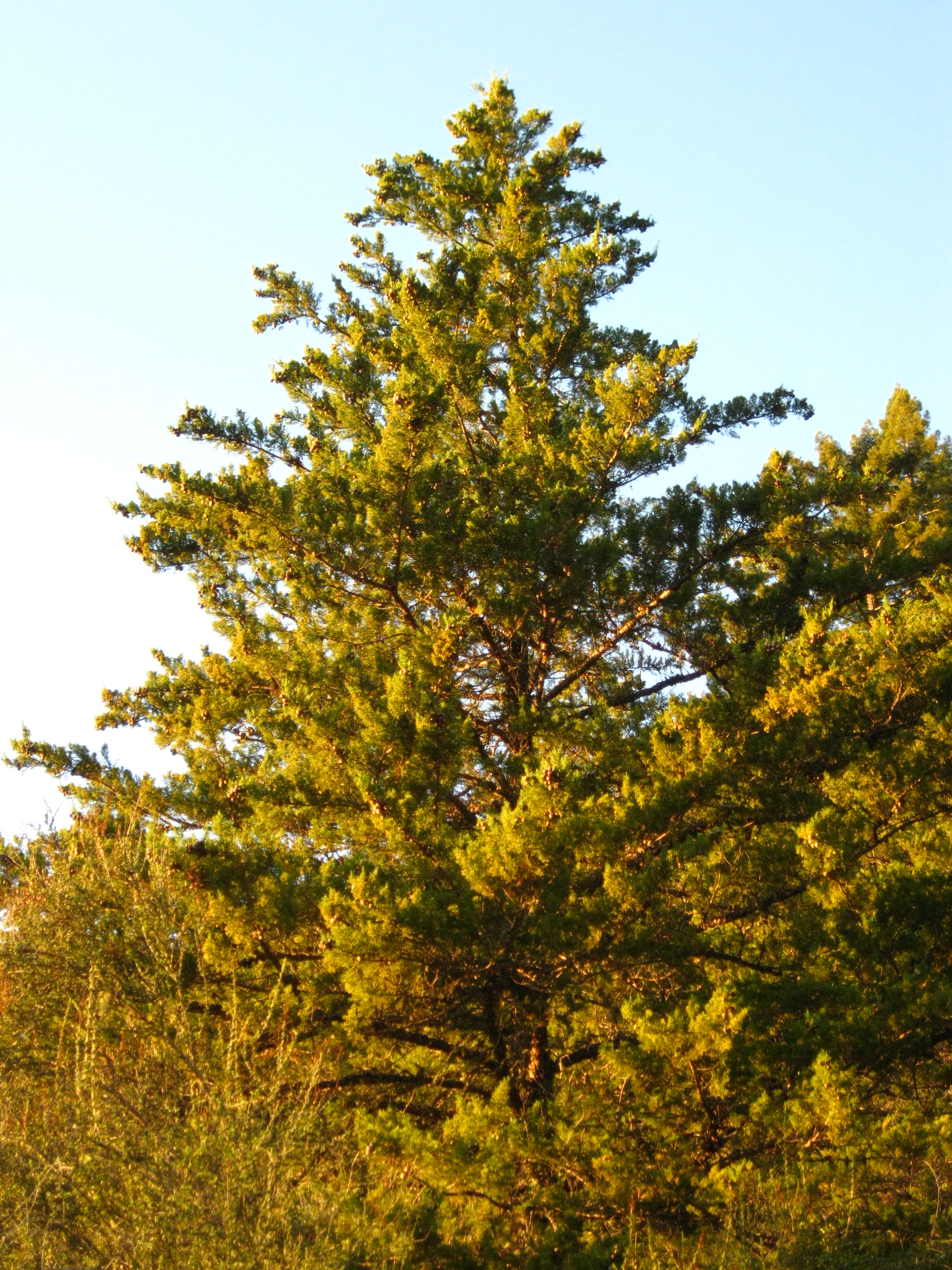